# SETI Institute
Het SETI Institute is een Amerikaans astrobiologisch onderzoeksinstituut voor SETI, een project in de zoektocht naar buitenaardse intelligentie. Het instituut heeft zijn hoofdzetel in Mountain View (Californië).

## Geschiedenis
Het SETI Institute werd op 20 november 1984 opgericht. De missie van het instituut is het opzoeken, begrijpen en verklaren van de oorsprong, de vorm en de aanwezigheid van leven in het heelal. Tot het onderzoeksinstituut door de NASA werd afgestoten, werd het project geleid vanuit het Ames Research Center in Mountain View en het Jet Propulsion Laboratory nabij Pasadena. Van 1994 tot 2005 overleefde het SETI Institute enkel door private giften. Sinds 2005 wordt het deels gefinancierd door de NASA middels een onderzoekstoelage, en is het EPO een van de onderdelen van het NASA Astrobiology Institute (NAI).
De film Contact (1997) is sterk gebaseerd op het onderzoek van en de onderzoekers aan het SETI Institute.

## Onderzoeksfaciliteiten
De onderzoekscentra van het instituut, het Center for SETI Research en het Carl Sagan Center for Study of Life in the Universe, evenals het vulgarisatiecentrum Center for Education and Public Outreach (EPO), bevinden zich in Mountain View.
Voor het onderzoek beschikt het instituut in samenwerking met het Radio Astronomy Lab van de UC Berkeley sinds oktober 2007 over de door hen ontwikkelde Allen Telescope Array (ATA), de "één hectare"-radiotelescoop, gefinancierd door Paul Allen. De schotelantennes bevinden zich in het Hat Creek Radio Observatory in Hat Creek (Shasta County). Daarnaast wordt ook gebruikgemaakt van onder meer de telescopen van Arecibo, de ruimtetelescoop Hubble en de Spitzer Space Telescope.